# 神戸星城高校放火殺人事件
神戸星城高校放火殺人事件（こうべせいじょうこうこうほうかさつじんじけん）は、1999年（平成11年）5月に北海道札幌市南区で発生した放火殺人事件。

## 概要

### 事件の経緯
同年5月9日より神戸星城高等学校の3年生は修学旅行で札幌を訪れ、市内のホテルに宿泊していた。修学旅行の最終日である5月14日未明に、女子生徒2人が宿泊していたホテルの一室から出火した。ホテルの3階と4階に生徒288人と高校教員ら15人が宿泊していた。
出火した部屋はオートロックであったため外側からは開けられなくなっており、マスターキーを使用して開けたところ宿泊していた女子生徒2人が重体で倒れていた。この女子生徒2人は病院に運ばれたが1人は1時間後に死亡し、もう1人は1週間後に一酸化炭素中毒で死亡した。死亡した生徒の他に学校職員、生徒の計28人が負傷。

### 事件の究明
出火した部屋には入り口のドアを塞ぐようにソファが置かれていた。そしてソファの付近でマッチ箱が発見されたため、ソファに引火したことで火災になったと推測された。このマッチは生徒が持ち込んだものであり、室内には「迷惑をかけて申し訳ありませんでした」などと放火をほのめかすメモが残されていたことから宿泊していた女子生徒による放火と断定された。
このホテルはスプリンクラー設備の設置対象面積を超えていた。だが棟が多数あり防火区画という代替措置をとったことで対象外となり、スプリンクラー設備を設置していなかった。
1999年（平成11年）8月10日、北海道警察刑事部捜査第一課と札幌南警察署は死亡した女子生徒の1人を殺人と現住建造物等放火の疑いで札幌地検に書類送検した。現場の状況などや上述のメモの内容から「未必の故意」による殺人と判断した。